# Merodon cabanerensis
Merodon cabanerensis är en tvåvingeart som beskrevs av Marcos-garcia, Vujic och Ximo Mengual 2007. Merodon cabanerensis ingår i släktet narcissblomflugor, och familjen blomflugor.
Artens utbredningsområde är Spanien. Inga underarter finns listade i Catalogue of Life.